# 巴拉克利卡河 (北頓涅茨河支流)
巴拉克利卡河（烏克蘭語：Балаклійка），是烏克蘭的河流，位於該國南部，屬於北頓涅茨河的支流，流經哈爾科夫州，河道全長10公里，流域面積1,140平方公里。